# Leonard Cazan
Leonard Cazan (n. 15 noiembrie 1937, București, România) este un politician român, membru al Partidul Social Democrat. Conform biografiei sale oficiale, Leonard Cazan a fost membru PCR până în 1989. În legislatura 1996-2000, Leonard Cazan a fost deputat PDSR, PSD și membru în grupurile parlamentare de prietenie cu Republica Cehă și Republica Turcia. În legislatura 2000-2004, Leonard Cazan a fost membru în grupurile parlamentare de prietenie cu Statul Israel și Republica Turcia iar în legislatura 2004-2008, el a fost membru în grupurile parlamentare de prietenie cu Republica Croatia, Marele Ducat de Luxemburg și Republica Argentina.  În perioada 2000-2003, Leonard Cazan a fost Ministrul Dezvoltării și Prognozei în guvernul Adrian Năstase. 